# Daniela Urzi
Daniela Urzi (n. 28 octombrie 1969, Buenos Aires, Argentina) este un fotomodel argentinian. Ea a apărut în campanii de modă pentru Armani Jeans, Giorgio Armani, Roberto Cavalli, Burberry, și John Richmond, ea a  aparținut de casa de modă Victoria's Secret. Poza ei apare în reviste de modă internaționale, ca Vogue și Elle.